# Maren Tellenbröker
Maren Tellenbröker (Bielefeld, 15 oktober 2000) is een voetbalspeelster uit Duitsland. Sinds 2016 speelt ze voor FF USV Jena in de Duitse Bundesliga Frauen. In mei 2020 maakte ze bekend dat ze in het seizoen 2020–21 voor FC Twente uit zal komen in de Nederlandse Eredivisie Vrouwen.

## Statistieken
| Seizoen | Club        | Land      | Competitie | Wedstrijden | Doelpunten |
| ------- | ----------- | --------- | ---------- | ----------- | ---------- |
| 2016/17 | FF USV Jena | Duitsland | FRB        | 3           | 0          |
| 2017/18 | FF USV Jena | Duitsland | FRB        | 7           | 0          |
| 2018/19 | FF USV Jena | Duitsland | FRB        | 22          | 1          |
| 2019/20 | FF USV Jena | Duitsland | FRB        | 15          | 1          |
| 2020/21 | FC Twente   | Nederland | Eredivisie |             |            |
| Totaal  | Totaal      | Totaal    | Totaal     | 47          | 2          |

Laatste update: november 2019

## Interlands
Tellenbröker speelde voor Duitsland O15, O16, O17 en O19.

## Privé
Tellenbröker groeite op in Senne, en verhuisde in 2015 om voor FF USV Jena bij de jeugd te gaan voetballen.